# Модель Фея — Раниса
Модель Фея-Раниса — дуалистическая модель экономического роста, предложенная Джоном Фэй и Густавом Ранисом.

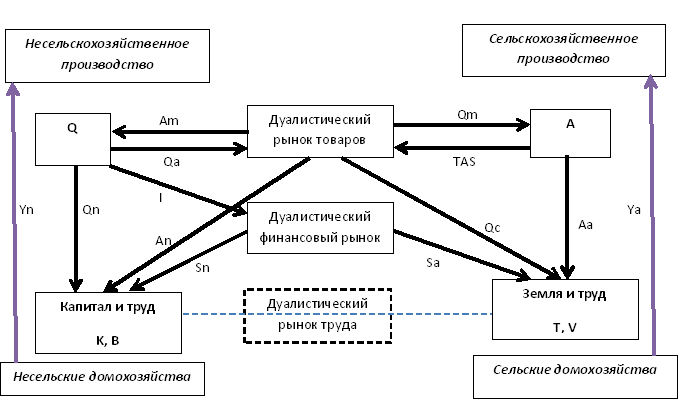
Дуализм в закрытой экономике

## Дуализм в закрытой экономике
Профессор Йельского университета Г. Ранис представил схему «Дуализм в закрытой экономике», которая демонстрирует обмен между двумя странами с различной специализацией (аграрной и индустриальной), где экспортный излишек аграрной страны (B) равен импорту из индустриальной страны:
- На дуалистическом рынке товаров продукция аграрного сектора (A) идёт на потребление домохозяйств в аграрном секторе (Aa), в индустриальном секторе (An) и в качестве полуфабриката для индустриального сектора (Am), а общий аграрный излишек (TAS) равен (An+Am). Продукция индустриального сектора (Q) используется на потребление в аграрном секторе (Qa), в индустриальном секторе (Qn) и для инвестиций (I). Продукция индустриального сектора (Q) используется в аграрном секторе (Qa), для личного потребления (Qc) и для производственного потребления (Qm). Продукция аграрного сектора, получаемая в самом секторе (Ya), и за счёт индустриального сектора (Qm). Доход сельских домохозяйств расходуется на потребление (Aa+Qc) или сберегаются (Sa). Продукция индустриального сектора, получаемая в самом секторе (Yn). Доход домохозяйств промышленного сектора расходуется на потребление (Qn+An) или сберегаются (Sn). Совокупные сбережения равны сбережениям двух секторов (S=Sa+Sn). Тогда чистый вклад аграрного сектора записывается как (B=TAS-Qm-Qc).

- На дуалистическом финансовом рынке сбережения аграрного сектора идут на инвестиции в аграрном секторе или на капиталовложения в индустриальном секторе. Размер финансовых вложений зависит от размера аграрного экспорта. Сбережения в обоих секторах равны совокупным сбережениям в закрытой экономике. Экономическое развитие системы зависит от способности аккумулировать их.
- На дуалистическом рынке труда обмен между секторами является условием для экономического развития.

## Сбалансированный рост в закрытой экономике

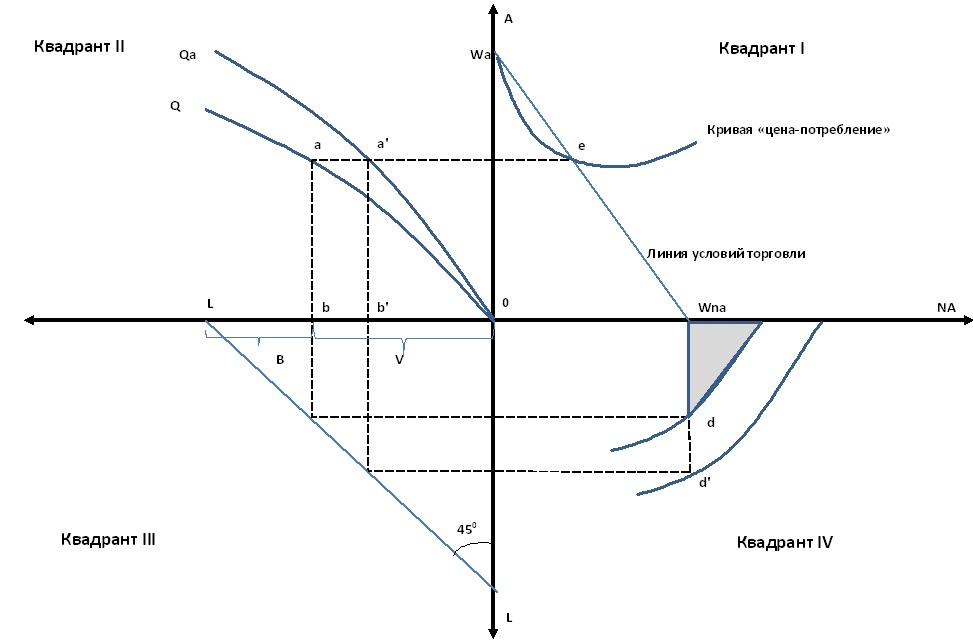
Сбалансированный рост в закрытой дуалистической экономике

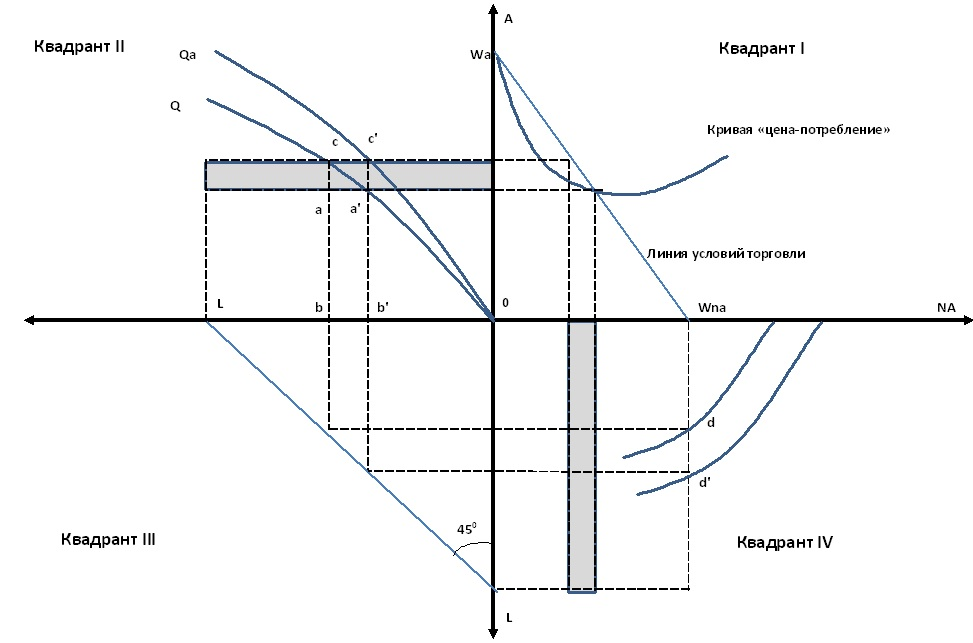
Сбалансированный рост в открытой дуалистической экономике

На рисунке «Сбалансированный рост в закрытой дуалистической экономике» в квадранте I представлен обмен между индустриальным и аграрным сектором, где кривая «цена-потребление» определяет условия торговли и потребительские предпочтения при обмене аграрной продукции на индустриальные (первоначальное потребление {\displaystyle c=Wa}), а линия условий торговли (между зарплатами, выраженных в аграрных продуктах {\displaystyle W_{a}} и индустриальных продуктах {\displaystyle W_{na}}) определяет направление развития уровня жизни. В точке {\displaystyle e} находится равновесие аграрного или индустриального потребителя при данных условий торговли.
Использование трудоинтенсивных технологий приводит к сдвигу занятости в индустриальном секторе в квадранте IV, где представлена Модель Льюиса: количество занятых от размера зарплаты в индустриальном секторе ({\displaystyle W_{na}}).
В свою очередь изменение занятости вызывает изменение выпуска в квадранте II, где совокупное население отложено на оси абсцисс, а аграрный выпуск и потребление, равное зарплате в натуральном выражении, — на оси ординат. Кривая {\displaystyle 0Q} демонстрирует уровень среднедушевого потребления ({\displaystyle Q/L}), уровень зарплаты в аграрном секторе и уровень технологии (производительности труда занятых в аграрном секторе, производящих товарный излишек ({\displaystyle B/L=>0})), определяет уровень занятости. Возможный горизонтальный участок кривой {\displaystyle 0Q} определяет избыточную рабочую силу (перенаселение в аграрном секторе) и имеет низкий или равный нулю предельный продукт.
Точка {\displaystyle b} в квадранте III отражает распределение населения между аграрным и индустриальным сектором.

## Допущения модели
Модель Фея-Раниса имеет ряд предпосылок:
- ограниченность земли,
- неизменность технологии в аграрном секторе,
- экзогенный темп роста населения (стабильно высокий),
- ухудшение соотношение земли и труда,
- излишек трудовых ресурсов в аграрном секторе,
- объём производства в аграрном секторе равен:

{\displaystyle Y=e^{\int \theta dt}A^{\alpha }},
где {\displaystyle \theta =f(r)} {\displaystyle \theta =>0} {\displaystyle Y} — выпуск аграрной продукции, {\displaystyle A} — занятость в аграрном секторе, {\displaystyle \alpha } — эластичность выпуска по труду, {\displaystyle \theta } -функция интенсивности нововведений в аграрной секторе, {\displaystyle r} — условия торговли (количество индустриальных товаров в обмен на единицу аграрной продукции),
{\displaystyle f(r)} — функция производительности занятых в аграрном секторе от уровня цен на аграрную продукцию;
- индустриальный сектор получает трудовые ресурсы из аграрного,
- Производственная функция Кобба-Дугласа с нейтральным, по Хиксу, техническим прогрессом:

{\displaystyle X=F(t)K^{\beta }L^{\beta }},
где {\displaystyle X} — выпуск промышленной продукции, {\displaystyle F(t)} — уровень нововведений, {\displaystyle K} — капитал, {\displaystyle L} — труд в индустрии, {\displaystyle \beta } — норма прибыли;
- постоянная отдача от масштаба,
- постоянная эластичность замещения факторов (нейтральный, по Хиксу, технический прогресс).

## Стадии модели Фея-Раниса
Модель состоит из трёх стадий:
- На натуральной стадии предельная производительность избыточной рабочей силы равна нулю, её предложение (при «институциональной зарплате») не ограничено, а предельный продукт труда в аграрном секторе равен нулю. Уменьшение численности населения аграрного сектора не выражается в сокращении аграрного производства, а приводит к появлению аграрного излишка, который и является источником модернизации.
- На промежуточной стадии избыточное население распределяется, предельный продукт больше нуля, но меньше уровня «институциональной зарплаты» . Уменьшение населения аграрного сектора из-за оттока в индустриальный сектор снижает аграрное производство, а значит возникает нехватка продуктов питания и рост цен на них. Для привлечения дополнительной рабочей силы из аграрного сектора в индустриальный поднимается уровень зарплаты. По мере роста предельной производительности труда размер зарплаты достигает «институционального уровня» зарплаты и начинает превышать его.
- На рыночной стадии зарплата определяется законом предельной производительности, дуализм нивелируется, начинается самоподдерживающий рост:

{\displaystyle \eta _{P}<=\eta _{L}=\eta _{K}+(B_{L}+I)/\xi _{LL}}, при {\displaystyle \eta _{W}=0}
где {\displaystyle \eta _{P}} — темп роста населения, {\displaystyle \eta _{L}} — темп роста занятых в индустрии, {\displaystyle \eta _{K}} — темп роста капитала индустрии, {\displaystyle \eta _{W}} — темп роста зарплаты,
{\displaystyle I} — интенсивность технического прогресса, {\displaystyle B_{L}} — степень трудоинтенсивности напряженности технического прогресса: при {\displaystyle B_{L}>1} — капиталосберегающий, при {\displaystyle B_{L}<1} — трудосберегающий, при {\displaystyle B_{L}=1} — нейтральный.
{\displaystyle \xi _{LL}} — индекс снижения производительности труда при неизменной фондовооружённости.

## Критика
Р. Нуреев отмечает, что модель Фея-Раниса имеет ряд недостатков:
- в модели сильно полагаются на рыночный механизм, представленный без фиаско рынка. Так аграрный сектор всегда имеет возможность не только всегда получать аграрный излишек, но и его реализовать. На практике столь масштабная продажа может привести к сильному падению цен на рынке монокультуры, а значит резко снизить относительную стоимость аграрного излишка. Развивающиеся страны заботятся о регулировании (сдерживании) экспортных квот сырьевых товаров, а не их увеличении. Требуются широкий набор внеэкономических инструментов принуждения;
- в модели не рассмотрены экстенсивные и интенсивные факторы роста производства аграрного сектора;
- на практике трудно отыскать примеры, когда предприниматели нанимают работников, которые создают стоимость ниже своей платы.

## Современное развитие модели
В последующих исследованиях модель Фея-Раниса стала дополняться многосекторностью (экспортным сектором, сферой услуг и т. д.) анализом ресурсов в каждом секторе и затрат перемещения из одного сектора в другой, стал отражаться технический прогресс, соотношение между трудо- и капитало интенсивными технологиями, связь между НТП и накоплением.
Когда модель стала открытой, то условием возникновения модернизацией стало не возникновение аграрного излишка, а конкурентоспособность отечественных товаров на внешнем рынке (низкая зарплата в экспортных отраслях). Появились резервы аграрной продукции для экспорта (на рисунке «Сбалансированный рост в открытой дуалистической экономике» заштрихованная область в квадранте II). Дополнительный спрос на аграрную продукцию вызовет и спрос на рабочую силу, что приведёт к росту зарплаты в экспортно-ориентированной отрасли (квадрант IV). Экспортирующая страна удовлетворяет свои потребности в товарах за счёт импорта, что существенно продвигает на кривой «цена-потребление» (бюджетное ограничение смягчается).